# 原肾
原肾，是原始肾脏，在盲鰻和某些无足目动物幼体体内得以保存下来。亦见于高等动物胚胎中，是最简单的排泄器官。原肾在人类和其它哺乳动物体内没有任何功能。
成熟脊椎动物的三种肾脏是由原肾发育而来的：前段发育为前肾，中段发育为中肾，后段发育为后肾。